# БЭМ
БЭМ (Блок-Элемент-Модификатор) — методология web-разработки, а также набор интерфейсных библиотек, фреймворков и вспомогательных инструментов.

## Обзор

### Основные понятия
«Блок», «элемент» и «модификатор» — основные термины БЭМ. Это необходимые и достаточные понятия для описания интерфейса любой сложности.

#### Блок
Блок — это независимый интерфейсный компонент. Блок может быть простым или составным (содержать другие блоки). При создании блока нужно обеспечивать возможность его использования в любом месте web-страницы, а также повторения в том же самом месте страницы (родительском элементе). Блок должен включать в себя всю реализацию, необходимую для представления части интерфейса, которую он выражает.

#### Элемент
Элемент — это составная часть блока. Элементы контекстно-зависимы: они имеют смысл только в рамках своего блока. Элемент — не обязательная составляющая блока, небольшие блоки обходятся без элементов.

#### Модификатор
Модификатор — это свойство блока или элемента, задающее изменения в их внешнем виде или поведении.
Модификатор может быть булевым (например,  button_big) или парой ключ-значение (например, menu_type_bullet, menu_type_numbers). У блока или элемента может быть несколько модификаторов одновременно.

### "Цель создания БЭМ"
БЭМ предлагает общую семантическую модель для всех технологий, использующихся во фронтэнд разработке (HTML, CSS, JavaScript, шаблоны и др.)
Используя понятия «блок», «элемент» и «модификатор» можно описать древовидную структуру документа. Такое описание называется BEM tree и является семантическим представлением интерфейса, абстракцией над DOM tree.

## Применение БЭМ в различных  web-технологиях

### HTML/CSS
В HTML/CSS блоки, элементы и модификаторы представлены в виде CSS-классов, названных согласно правилам именования (naming convention).
Несколько блоков могут быть расположены на одном и том же DOM-узле, в этом случае DOM-узлу назначается 2 CSS-класса.
На одном DOM-узле также могут быть одновременно расположены блок и элемент другого блока.

#### Правила именования БЭМ-классов от Яндекса
CSS-класс блока соответствует имени блока. Для разделения слов в сложных именах блоков используется дефис.
```
<div
 
class=
"header"
>
...
</div>

<ul
 
class=
"menu"
>
...
</ul>

<span
 
class=
"button"
>
...
</span>

<div
 
class=
"tabbed-pane"
>
...
</div>

```

CSS-класс элемента содержит имя блока и имя элемента, разделённые двумя знаками underscore.
```
<div
 
class=
"header"
>

    
<div
 
class=
"header__bottom"
>
...
</div>

</div>

<ul
 
class=
"menu"
>

    
<li
 
class=
"menu__item"
>
...
</li>

</ul>

<span
 
class=
"button"
>

    
<input
 
class=
"button__control"
>
...
</input>

</span>

<div
 
class=
"tabbed-pane"
>

    
<div
 
class=
"tabbed-pane__panel"
>
...
</div>

</div>

```

CSS-класс модификатора содержит имя блока и имя модификатора, разделённые одним знаком underscore. В том случае, если модификатор — это пара ключ-значение, они тоже разделяются знаком underscore. Для модификатора элемента в CSS-классе сохраняются и имя блока, и имя элемента.  CSS-класс модификатора используется в паре с классом своего блока (или элемента).
```
<div
 
class=
"header header_christmas"
>
...
</div>
 
<!-- Christmas edition of the header -->

<ul
 
class=
"menu"
>

    
<li
 
class=
"menu__item menu__item_current"
>
...
</li>

</ul>

<span
 
class=
"button button_theme_night"
>
...
</span>

<div
 
class=
"tabbed-pane tabbed-pane_disabled"
>
...
</div>

```

#### Правила именования БЭМ-классов от Гарри Робертса
Альтернативные правила именования были предложены Гарри Робертсом. Он советует использовать 2 дефиса для разделения имён блока и элементов от модификатора.
```
<div
 
class=
"header header--christmas"
>
...
</div>
 
<!-- Christmas edition of the header -->

<ul
 
class=
"menu"
>

    
<li
 
class=
"menu__item menu__item--current"
>
...
</li>

</ul>

<span
 
class=
"button button--theme_night"
>
...
</span>

<div
 
class=
"tabbed-pane tabbed-pane--disabled"
>
...
</div>

```

#### Префиксы
Некоторые правила именования рекомендуют использовать префиксы. Так, все классы блоков могут начинаться с префикса b-.
```
<div
 
class=
"b-header"
>
...
</div>

<ul
 
class=
"b-menu"
>
...
</ul>

<span
 
class=
"b-button"
>
...
</span>

<div
 
class=
"b-tabbed-pane"
>
...
</div>

```

Иногда в качестве префикса используют сокращённое имя проекта. Например, OrangePool-> op.
```
<div
 
class=
"op-header"
>
...
</div>

<ul
 
class=
"op-menu"
>
...
</ul>

<span
 
class=
"op-button"
>
...
</span>

<div
 
class=
"op-tabbed-pane"
>
...
</div>

```

### JavaScript
В БЭМ JavaScript работает с абстрактной структурой блоков-элементов и модификаторов, не обращаясь к лежащим за ним DOM-узлам и их CSS-классам напрямую. Кроме того, для идентификации DOM-узлов не используются дополнительные CSS-классы "специально для JavaScript". Для обеспечения такой возможности используется фреймворк или собственный набор хелперов.

#### Хелперы для работы с БЭМ-структурой
Так, если каждому блоку с JavaScript-функциональностью соответствует объект, его методы позволяют:
- обращаться к вложенным элементам:

```
// предположим, что blockObj указывает на объект блока <div class="tabbed-pane">

blockObj
.
elem
(
'panel'
);
 
// возвращает элементы <div class="tabbed-pane__panel">

```

- работать с модификаторами

```
// предположим, что blockObj указывает на объект блока <div class="tabbed-pane">

blockObj
.
setMod
(
'disabled'
);
 
// устанавливает модификатор <div class="tabbed-pane tabbed-pane_disabled">

blockObj
.
delMod
(
'disabled'
);
 
// удаляет модификатор

```

#### Реакция на установку/удаление модификаторов
Поскольку модификатор отражает состояние блока, при назначении модификатора блок или элемент должен быть приведён в соответствующее состояние. Для изменения внешнего вида достаточно назначения CSS-класса модификатора. В более сложных случаях приведение блока в нужное состояние требует JavaScript-функциональности. Поэтому у используемого JavaScript-фреймворка должна быть возможность декларировать список действий, соответствующий модификатору.
```
BlockObj
.
on
({

    
active
:
 
function
()
 
{

        
// do smth when active

    
},

    
disabled
:
 
function
()
 
{

        
// do something when disabled

    
}

});

```

#### i-bem.js
На сегодняшний день фреймворк i-bem.js (часть библиотеки bem-core) предлагает самую полную реализацию БЭМ-принципов в JavaScript. Информацию о фреймворке и примеры использования можно найти на страницах:
- Пошаговое руководство по i-bem.js. Дата обращения: 7 апреля 2014.

### Файловая структура проекта
На файловой системе блоки, элементы и модификаторы представлены в виде файлов своих реализаций в различных web-технологиях. Файлы, относящиеся к одному блоку, объединяют в один каталог.

#### Плоская структура
Самая простая структура проекта не предполагает вложенности в каталоге блоков:
```
button/

    
button.css

    
button.js

    
button.tpl

    
button__control.css

header/

    
header.css

    
header.tpl

    
header_christmas.css

tabbed-pane/

    
tabbed-pane.css

    
tabbed-pane.js

    
tabbed-pane.tpl

```

#### Вложенная структура
В больших проектах или библиотеках удобно использовать вложенную файловую структуру блока, где для элементов и модификаторов выделяются каталоги.
```
button/

    
__control/

        
button__control.css

    
button.css

    
button.js

    
button.tpl

header/

    
_christmas/

        
header_christmas.css

    
header.css

    
header.tpl

tabbed-pane/

    
tabbed-pane.css

    
tabbed-pane.js

    
tabbed-pane.tpl

```

## Применение
Методология разработана в компании Яндекс и широко используется в продуктах этой компании.
Она нашла применение в составе специально разработанного HTML5-фреймворка при редизайне и рефакторинге почтового сервиса mail.ru.
Эту же методологию, помимо всего прочего, использовала и телерадиокомпания Би-Би-Си при разработке своего нового сайта.
БЭМ также использована в таком выпущенном в 2015 году продукте Google, как Material Design Lite, HTML5-фреймворке, наподобие Twitter Bootstrap, поддерживающим Material design.